# کاراپت چالیان
کاراپت گریگوری چالیان (به ارمنی: Կարապետ Գրիգորի Չալյան؛ زادهٔ ۷ اوت ۱۹۹۳) یک کشتی‌گیر اهل ارمنستان در رشته کشتی فرنگی است که در بازی‌های اروپایی و مسابقات قهرمانی کشتی اروپا در مجموع موفق به کسب ۱ مدال نقره و ۲ مدال برنز شد. وی سابقه حضور در المپیک ۲۰۲۰ توکیو را دارد.

## فعالیت حرفه‌ای

### المپیک ۲۰۲۰ توکیو
چالیان در وزن ۷۷ کیلوگرم کشتی فرنگی المپیک ۲۰۲۰ توکیو حاضر بود که با شکست جالگاسبای بردیموراتوف از ازبکستان و الکساندر چخیریکین از روسیه به مرحله نیمه نهایی رسید اما در این مرحله مقابل آکژول محموداف از قرقیزستان شکست خورد و به دیدار رده‌بندی رفت. او در این مرحله نیز مقابل رفیق حسینوف از آذربایجان بازی را واگذار کرد و پنجم شد.

## نتایج مهم
| سال  | تورنمنت                         | ورزشگاه       | نتیجه | رویداد |
| ---- | ------------------------------- | ------------- | ----- | ------ |
| ۲۰۱۶ | مسابقات قهرمانی اروپا           | ریگا، لتونی   | ۳ام   | ۷۵ ک‌گ  |
| ۲۰۱۹ | بازی‌های اروپایی                 | مینسک، بلاروس | ۲ام   | 77 ک‌گ  |
| ۲۰۲۰ | مسابقات قهرمانی کشتی اروپا ۲۰۲۰ | رم، ایتالیا   | ۳ام   | ۷۷ ک‌گ  |